# Simone Biasci
Simone Biasci (né le 6 avril 1970 à Pontedera en Italie) est un coureur cycliste italien, professionnel de 1992 à 1997.

## Biographie
Son plus grand fait d'armes est d'avoir remporté une étape du Tour d'Espagne en 1994. 

## Palmarès et résultats

### Palmarès par année
- 1986
  - Coppa d'Oro
- 1988
  -  Champion d'Italie sur route juniors
- 1989
  - Gran Premio San Rocco
- 1990
  - Grand Prix de l'industrie, du commerce et de l'artisanat de Carnago
  - Gara Ciclistica Montappone
  - Targa Crocifisso
  - 3e du Giro del Casentino
  - 3e de la Coppa 29 Martiri di Figline di Prato
- 1991
  - Gran Premio Industria del Cuoio e delle Pelli
  - 2e étape de la Course de la Paix
  - Circuito Valle del Liri
  - 3e du Gran Premio della Liberazione
- 1992
  - Gran Premio Montanino
  - Trophée Matteotti amateurs
  - Grand Prix Industrie del Marmo
  - 3e du Critérium des Abruzzes
  - 3e de la Coppa Sabatini
- 1993
  - 5e étape de la West Virginia Classic
- 1994
  - 7e étape du Tour d'Espagne
  - 2e et 3e étapes du Tour de Catalogne
- 1996
  - 2e étape de la Bicyclette basque
  - 6e étape du Tour des Asturies
  - 2e de la Clásica de Alcobendas
- 1997
  - 4e étape du Tour du Mexique
- 2003
  - 13e étape du Tour de Cuba
- 2004
  - 9e étape du Tour de Tunisie
  - 3e du Tour de Tunisie
- 2005
  - 13e étape du Tour de Cuba
- 2006
  - 3e étape du Tour de Cuba

### Résultats sur les grands tours

#### Tour de France
1 participation
- 1996 : 126e

#### Tour d'Espagne
1 participation
- 1994 : abandon (9e étape), vainqueur de la 7e étape
- 1995 : abandon (8e étape)

#### Tour d'Italie
1 participation
- 1997 : abandon (6e étape)

### Classements mondiaux
| Année            | 2005 | 2006 |
| ---------------- | ---- | ---- |
| UCI America Tour | 245e | 226e |